# Liste der Mitglieder des Sächsischen Landtags 1862
Diese Liste gibt einen Überblick über die Mitglieder des Sächsischen Landtags des Jahres 1862.

## Zusammensetzung der I. Kammer

### Präsidium
- Präsident: Friedrich Ernst von Schönfels
- Vizepräsident: Friedrich Freiherr von Friesen
- 1. Sekretär: Christoph Holm von Egidy
- 2. Sekretär: Eduard Wimmer

### Vertreter des Königshauses und der Standesherrschaften
| Besitz oder Institution                                      | Abgeordneter                                                                                              | Bemerkungen |
| ------------------------------------------------------------ | --- | ----------- |
| Sächsisches Königshaus                                       | Prinz Georg Prinz Albert                                                                                  |             |
| Besitzer der Standesherrschaft Königsbrück                   | Ernst Graf Wilding von Königsbrück, Fürst von Radali, vertreten durch August Graf Wilding von Königsbrück |             |
| Besitzer der Standesherrschaft Reibersdorf                   | Kurt Heinrich Ernst Graf von Einsiedel                                                                    |             |
| Besitzer der Herrschaft Wildenfels                           | Friedrich Magnus Graf zu Solms-Wildenfels                                                                 |             |
| Vertreter der vier Schönburgischen Lehnsherrschaften         | Graf Carl Heinrich Alban Herr von Schönburg                                                               |             |
| Bevollmächtigter der fünf Schönburgischen Rezessherrschaften | Karl von Könneritz                                                                                        |             |
| Vertreter der Universität Leipzig                            | Gustav Hänel                                                                                              |             |

### Vertreter der Geistlichkeit
| Amt                                  | Abgeordneter                                           | Bemerkungen |
| ------------------------------------ | ------------------------------------------------------ | ----------- |
| Evangelischer Oberhofprediger        | Theodor Albert Liebner                                 |             |
| Dekan des Domstifts zu Bautzen       | Joseph Hoffmann als Vertreter für Ludwig Anton Forwerk |             |
| Superintendent zu Leipzig            | Gotthard Victor Lechler                                |             |
| Vertreter des Kollegiatstifts Wurzen | Emil Wendler                                           |             |
| Vertreter des Hochstifts Meißen      | Karl Gustav von Watzdorf                               |             |

### Auf Lebenszeit gewählte Abgeordnete der Rittergutsbesitzer
| Wahlbezirk            | Abgeordneter                                              | Bemerkungen |
| --------------------- | --------------------------------------------------------- | ----------- |
| Meißner Kreis         | Christoph Holm von Egidy                                  |             |
| Meißner Kreis         | Carl August Rittner                                       |             |
| Meißner Kreis         | Bernhard Freiherr von Rochow                              |             |
| Erzgebirgischer Kreis | Gustav Heinrich Freiherr von Biedermann                   |             |
| Erzgebirgischer Kreis | William Eduard Krafft                                     |             |
| Oberlausitz           | Franz Guido Hempel                                        |             |
| Oberlausitz           | Egon Heinrich Gustav Freiherr von Schönberg-Bibran-Modlan |             |
| Oberlausitz           | Johannes Petrus Cajus Graf zu Stolberg-Stolberg           |             |
| Leipziger Kreis       | Otto von Böhlau                                           |             |
| Leipziger Kreis       | Oswald von Nostitz-Wallwitz                               |             |
| Vogtländischer Kreis  | Friedrich Ernst von Schönfels                             |             |
| Vogtländischer Kreis  | Carl von Metzsch                                          |             |

### Rittergutsbesitzer durch Königliche Ernennung
- Heinrich Otto von Erdmannsdorf
- Friedrich Freiherr von Friesen
- Hans Friedrich Curt von Lüttichenau
- Curt Ernst von Posern
- Rudolf Benno von Römer
- Rudolf Friedrich Theodor von Watzdorf
- Kurt Robert Freiherr von Welck
- Ludwig Eduard Victor von Zehmen
- Ludwig Wilhelm Ferdinand Freiherr von Beschwitz
- Georg von Miltitz

### Magistratspersonen
| Wahlbezirk | Abgeordneter                                     | Bemerkungen |
| ---------- | ------------------------------------------------ | ----------- |
| Dresden    | Friedrich Wilhelm Pfotenhauer, Oberbürgermeister |             |
| Leipzig    | Carl Wilhelm Otto Koch, Bürgermeister            |             |
| Schneeberg | Eduard Wimmer, Bürgermeister                     |             |
| Freiberg   | August Friedrich Clauß, Bürgermeister            |             |
| Grimma     | Ernst Ludwig Hennig, Bürgermeister               |             |
| Plauen     | Ernst Wilhelm Gottschald, Bürgermeister          |             |
| Bautzen    | Conrad Eduard Löhr, Bürgermeister                |             |
| Chemnitz   | Johannes Friedrich Müller, Bürgermeister         |             |

## Zusammensetzung der II. Kammer

### Präsidium
- Präsident: Daniel Ferdinand Ludwig Haberkorn
- Vizepräsident: Friedrich Wilhelm Oehmichen
- 1. Sekretär: Heinrich Ludolph Kasten
- 2. Sekretär: Karl Loth

### Abgeordnete der Rittergutsbesitzer
| Wahlbezirk            | Abgeordneter                                                 | stellvertretender Abgeordneter                 | Bemerkungen                               |
| --------------------- | ------------------------------------------------------------ | ---------------------------------------------- | ----------------------------------------- |
| Erzgebirgischer Kreis | Carl Friedrich Reiche-Eisenstuck                             | Ernst Maximilian von Carlowitz                 |                                           |
| Erzgebirgischer Kreis | Karl Otto Freiherr von Welck                                 | Friedrich Emil Robert Meinhold                 |                                           |
| Erzgebirgischer Kreis | Eduard Heinrich von Schönfels                                | Max Hermann von Carlowitz-Maxen                |                                           |
| Leipziger Kreis       | August Ferdinand Stockmann                                   | Moritz Clauß                                   |                                           |
| Leipziger Kreis       | Theodor Alexander Platzmann                                  | Karl Emil Winkler                              |                                           |
| Leipziger Kreis       | Gustav von König                                             | Johann Gottfried Dietze                        |                                           |
| Leipziger Kreis       | Moritz Baumann                                               | Adolf Baumann                                  |                                           |
| Meißner Kreis         | Erdmann Theodor Günther                                      | Eduard Herrmann Haberland                      |                                           |
| Meißner Kreis         | Feodor Franz Albert von Schönberg                            | Edmund Schneider                               |                                           |
| Meißner Kreis         | Friedrich Wilhelm von Oppel                                  | Otto von Raisky                                |                                           |
| Meißner Kreis         | Eduard van der Beeck                                         | Karl Christian Arthur Freiherr Dathe von Burgk |                                           |
| Meißner Kreis         | Christian Heinrich Freiherr von Wöhrmann                     | Johann Gottlob Leuteritz                       |                                           |
| Oberlausitz           | Paul Hermann                                                 | Paul Gotthelf Freiherr von Gutschmid           | Hermann ist am 17. August 1862 verstorben |
| Oberlausitz           | Friedrich Theodor von Criegern                               | Friedrich Wilhelm Schmalz                      |                                           |
| Oberlausitz           | Theodor Graf und Edler Herr zur Lippe-Biesterfeld-Weißenfeld | Alexander Theodor Adolph Schenk                |                                           |
| Oberlausitz           | Hans Karl Florian von Nostitz-Drzwiecki                      | Ernst Gustav Julius Pfeiffer                   |                                           |
| Oberlausitz           | vakant                                                       | Karl Ludwig Otto Weber                         |                                           |
| Vogtländischer Kreis  | Heinrich Ludolph Kasten                                      | Friedrich Wilhelm Adler                        |                                           |
| Vogtländischer Kreis  | Franz Ludwig Golle                                           | Wolf von Tümpling                              |                                           |
| Vogtländischer Kreis  | Wilhelm Otto Seiler                                          | Franz Emil Kreller                             |                                           |

### Abgeordnete der Städte
| Wahlbezirk | Abgeordneter                      | stellvertretender Abgeordneter | Bemerkungen                                                                      |
| ---------- | --------------------------------- | ------------------------------ | -------------------------------------------------------------------------------- |
| 1          | Karl August Rötzschke             | Franz Eduard Helbig            |                                                                                  |
| 2          | vakant                            | Friedrich Moritz Winkler       |                                                                                  |
| 3          | Karl August Sigismund Emmrich     | Edwin Erchenberger             |                                                                                  |
| 4          | Gotthelf Moritz Koch              | Adam von Lossow                |                                                                                  |
| 5          | Karl Loth                         | Emil Sommer                    |                                                                                  |
| 6          | vakant                            | Friedrich Wilhelm Ziesler      |                                                                                  |
| 7          | vakant                            | Hugo Ernst Hartung             |                                                                                  |
| 8          | Friedrich Raimund Sachße          | Ludwig Bernhard Krüger         |                                                                                  |
| 9          | August Andreas Behr               | Polycarp Gotthold Lechla       |                                                                                  |
| 10         | Polykarp Eduard Lechla            | Friedrich Moritz Schneider     |                                                                                  |
| 11         | Heinrich Theodor Koch             | Christian Friedrich Schubert   |                                                                                  |
| 12         | Friedrich Gustav Weidauer         | vakant                         |                                                                                  |
| 13         | Otto Hermann Krauße               | Otto Friedrich Reußmann        |                                                                                  |
| 14         | Arwed August Maximilian Martini   | Karl Wilhelm Wunderlich        |                                                                                  |
| 15         | Oskar Kürzel                      | Louis Oehler                   |                                                                                  |
| 16         | Friedrich Robert Ploß             | Franz Petzold                  |                                                                                  |
| 17         | Alexander Karl Hermann Braun      | vakant                         |                                                                                  |
| 18         | vakant                            | Heinrich Albin Groh            |                                                                                  |
| 19         | Christian Gottlieb Hoffmann       | Ernst Gustav Jakob             |                                                                                  |
| 20         | Daniel Ferdinand Ludwig Haberkorn | Ernst Wilhelm Haupt            |                                                                                  |
| Chemnitz   | Magnus Ottomar Kölz               | Gustav Dörstling               |                                                                                  |
| Dresden    | Bernhard Johann Arnest            | Karl Friedrich August Walther  | exakte Benennung des Dresdner Wahlbezirks erfolgt in vorliegenden Quellen nicht  |
| Dresden    | Julius Theodor Hertel             | Carl Wilhelm Dindorf           | exakte Benennung des Dresdner Wahlbezirks erfolgt in vorliegenden Quellen nicht  |
| Leipzig    | Paul Theodor Cichorius            | Heinrich Moritz Bering         | exakte Benennung des Leipziger Wahlbezirks erfolgt in vorliegenden Quellen nicht |
| Leipzig    | Karl Heyner                       | Paul Adolph Maximilian Rose    | exakte Benennung des Leipziger Wahlbezirks erfolgt in vorliegenden Quellen nicht |

### Abgeordnete des Bauernstandes
| Wahlbezirk | Abgeordneter                       | stellvertretender Abgeordneter          | Bemerkungen |
| ---------- | ---------------------------------- | --------------------------------------- | ----------- |
| 1          | Carl Gustav Adam Asmus             | Karl August Rausch                      |             |
| 2          | Friedrich Wilhelm Jacob            | Karl Thomas Enghardt                    |             |
| 3          | Karl Gottlieb Eckelmann            | Christian Heinrich Heller               |             |
| 4          | Johann Gottlieb Kleeberg           | Johann Georg Ernst Däbritz              |             |
| 5          | Heinrich Wilhelm Pötzsch           | Heinrich Hermann Däweritz               |             |
| 6          | Friedrich August Müller            | Friedrich Moritz Brendel                |             |
| 7          | Adolph Moritz Jungnickel           | August Gotthardt Petzold                |             |
| 8          | Friedrich Wilhelm May              | Johann Gottfried Müller                 |             |
| 9          | Moritz Lehmann                     | Carl Weitzmann                          |             |
| 10         | Friedrich Wilhelm Oehmichen        | Karl Ernst Klopfer                      |             |
| 11         | Hermann Rennert                    | Christian Gottlieb Däweritz             |             |
| 12         | Gottlob Friedrich Göhler           | Eduard Louis Linke                      |             |
| 13         | Carl Lebrecht Ufer                 | Friedrich Otto Rückardt                 |             |
| 14         | Ludwig Ernst Meinert               | Friedrich Anton Günther                 |             |
| 15         | Carl Friedrich Thümer              | Wilhelm Heinrich Vogel                  |             |
| 16         | Karl Friedrich Wilhelm Heyn        | Karl Heinrich Scheidhauer               |             |
| 17         | Johann Christoph Friedrich Stöhr   | Friedrich August Patz                   |             |
| 18         | Heinrich Wilhelm Schweizer         | Friedrich August Barth                  |             |
| 19         | vakant                             | Carl Friedrich Wolf                     |             |
| 20         | Johann Gottfried Dietzsch          | Christian Friedrich Ferdinand Schneider |             |
| 21         | Christian Gottlieb Riedel          | Ernst Gotthelf Held                     |             |
| 22         | Johann Gottfried Tempel            | Karl Elias Domsch                       |             |
| 23         | Christian Friedrich Wilhelm Israel | Karl August Heinze                      |             |
| 24         | Karl Hermann Fahnauer              | Karl Traugott Leberecht Schierz         |             |
| 25         | Friedrich Wilhelm Beeg             | Jacob Peter Ziesch                      |             |

### Vertreter des Handels und Fabrikwesens
| Bezirk | Abgeordneter            | stellvertretender Abgeordneter     | Bemerkungen |
| ------ | ----------------------- | ---------------------------------- | ----------- |
| 1      | Franz Ludwig Gehe       | Gottlob Ehregott Benjamin Herrmann |             |
| 2      | Karl Otto Gruner        | Wilhelm Küstner                    |             |
| 3      | Eduard Victor Falcke    | Fedor Gustav Zschille              |             |
| 4      | Jakob Moritz Eisenstuck | Emil Julius Seyffert               |             |
| 5      | Robert Georgi           | Emil Christian Hänel               |             |